# GSC6522-2817
GSC6522-2817 — хімічно пекулярна зоря спектрального класу B8, що має видиму зоряну величину в смузі V приблизно 10,6.
Вона  розташована на відстані близько 2189,0 світлових років від Сонця.

## Пекулярний хімічний вміст
Зоряна атмосфера GSC6522-2817 має підвищений вміст 
Si
.